# Mecquignies
Mecquignies é uma comuna francesa na região administrativa de Altos da França, no departamento do Norte. Estende-se por uma área de 4.78 km². Em 2010 a comuna tinha 718 habitantes (densidade: 150,2 hab./km²).